# Florent Marty
Pour les articles homonymes, voir Marty.
Florent Marty est un footballeur français né le 15 mars 1984 à Paris 18e. Il est milieu de terrain au Louhans-Cuiseaux FC.
En juillet 2014, il totalisait 145 matchs joués en Ligue 2 avec le FC Gueugnon et le CA Bastia.

## Carrière
- 2003-2004 : Olympique lyonnais
- 2004-2008 : FC Gueugnon
- 2008-2009 : AS Lyon-Duchère
- 2009-2010 : Amiens SC
- 2010-2011 : AS Vitré
- 2011-2015 : CA Bastia
- 2015-2016 : Borgo Football Club[1]
- 2016-2017 : Louhans-Cuiseaux FC
- 2017- : AS Furiani/Agliani